# Put Yourself in His Place
Put Yourself in His Place er en amerikansk stumfilm fra 1912 af Theodore Marston.

## Medvirkende
- William Garwood som Henry Little.
- Marguerite Snow som Grace Carden.
- William Russell som Squire Raby.
- Jean Darnell som Edith Raby.
- James Cruze.